# Academia Mundial de Arte y Ciencia
La Academia Mundial de Arte y Ciencia (nombre oficial en inglés: World Academy of Art and Science, y su acrónimo: WAAS) es una organización científica a nivel internacional, no gubernamental, que constituye una extensa red global conformada por más de 700 individuos afiliados provenientes de más de 80 países distintos. Los miembros son seleccionados con base a logros destacados en los campos de las ciencias, las artes y las humanidades. La Academia se dedica activamente a fomentar el desarrollo del conocimiento... aumentar la comprensión pública de las implicaciones sociales y políticas de dicho desarrollo, y proporcionar un "liderazgo intelectual que conduzca a la acción". El espíritu de la academia puede ser encapsulado en las palabras de Albert Einstein: «Las creaciones de nuestra mente serán una bendición y no una maldición para la humanidad».

## Historia
La idea de establecer la Academia y una serie de asociaciones científicas globales, de jóvenes científicos y de periodistas científicos fue planteada en un artículo publicado en la revista Time el 1 de octubre de 1938 por el filósofo y defensor del liberalismo, Etienne Gilson. Durante sus visitas a varias asociaciones científicas y universidades en Europa y América en la década de 1940, Gilson también propuso la formación de una asociación mundial de partidos liberales. Esta iniciativa tenía como objetivo promover la democracia secular y facilitar una mejor comunicación científica y educación en un momento de creciente totalitarismo.
La idea se hizo eco en los años 50 por científicos de primer orden que estaban preocupados por el potencial mal uso de descubrimientos científicos. Estos científicos incluían a Albert Einstein, J. Robert Oppenheimer y Joseph Rotblat, quienes habían estado implicados en el desarrollo de la bomba atómica; el filósofo y pacifista Bertrand Russell; Joseph Needham, cofundador de UNESCO; Lord Boyd Orr, el primer director general de la FAO; George Brock Chisholm, el Primer director general de la Organización Mundial de la Salud; John Un. Fleming, expresidente del Consejo Internacional de Uniones Científicas; así como Hermann Joseph Muller, Harold C. Urey, Francis Perrin, Panchanan Maheshwari, Theodore Monod, Detlev Bronk, Harold Lasswell y otros académicos y figuras públicas. La Academia se articuló en diciembre de 1960 con el objetivo de crear una asociación mundial informal con los más elevados estándares científicos y éticos.
Originalmente establecida en Ginebra, Suiza, la WAAS se incorporó en 2011 como organización sin ánimo de lucro en el Estado de California, EE. UU. La Academia mantiene sus oficinas en Napa, California; Zagreb, Croacia; Bucarest, Rumanía; y Pondichery, India. Tiene una división especial para Europa Oriental del sur.

### Miembros fundadores
1. Pierre Auger, Francia
2. I. Berenblum, Israel
3. Señor John Boyd Orr, Reino Unido
4. Hugo Boyko, Israel
5. Lyle K Bush, EE. UU.
6. Ritchie Calder, Reino Unido
7. G. Brock Chisholm, Canadá
8. Pierre Chouard, Francia
9. Maurice Ewing, EE. UU.
10. R. M. Campo, EE. UU.
11. H. Munro Fox, Reino Unido
12. F. R. Fosburg, EE. UU.
13. J. Heimanns, Países Bajos
14. Un. Katchalsky, Israel
15. George Laclavére, Francia
16. Harold D. Lasswell, EE. UU.
17. W. C. de Leeuw, Países Bajos
18. G. Le Lionnaise, Francia
19. P. Maheshvari, India
20. J. Furgoneta Mieghem, Bélgica
21. Théodore Monod, Francia
22. Stuart Mudd, EE. UU.
23. Hermann Joseph Muller, EE. UU.
24. Joseph Needham, Reino Unido
25. J. van Mieghem, Bélgica
26. Robert Oppenheimer, EE. UU.
27. Hugo Osvald, Suecia
28. Paul Pallot, Francia
29. Francis Perrin, Francia
30. Un. de Philippis, Italia
31. John F. V. Phillips, Sudáfrica
32. Cristiano Poulsen, Dinamarca
33. Boris Pregel, EE. UU.
34. J. Rotblat, Reino Unido
35. Earl Bertrand Russell, Reino Unido
36. Arthur William Samson, EE. UU.
37. M. J. Sirks, Países Bajos
38. Harlan Stetson, EE. UU.
39. W. F. G. Swann, EE. UU.
40. W. Taylor Thom, Jr., EE. UU.
41. Solco W. Tromp, Países Bajos
42. Harold C. Urey, EE. UU.
43. Franz Verdoorn, Países Bajos
44. Walter W. Weisbach, Países Bajos
45. Albert V. Nikolla, Albania

## Miembros
En la actualidad, la academia cuenta con una membresía compuesta por 730 socios, socios asociados y socios juveniles, provenientes de diversas partes del mundo. Estos miembros representan virtualmente todos los campos de la ciencia, las ciencias sociales, las artes y las humanidades. También incluyen a educadores, líderes políticos, diplomáticos y líderes de importantes ONGs internacionales. La nominación y elección de nuevos socios es llevada a cabo por los miembros existentes de la academia.
Para formar parte de la academia, es necesario ser un miembro comprometido de la sociedad civil global, preocupado por el bienestar de nuestra cada vez más interconectada civilización mundial, y demostrar un compromiso sólido en el liderazgo de asuntos de importancia global. Los criterios principales para la elección incluyen:
1. Distinción o liderazgo en su campo profesional;
2. Intereses o logros interdisciplinarios;
3. Un historial de servicio público;
4. Perspectiva global.

Los candidatos deben aceptar ser nominados y comprometerse a participar en el trabajo de la Academia. Los socios participan en las actividades del plenum de la academia, sirven en sus comités, promueven sus políticas, y contribuyen en proyectos, programas y recaudación de fondos.
La elección en la academia es considerada uno de los mayores honores que puede recibir un científico. Los socios incluyen destacados artistas, políticos, estadistas, exlíderes de diferentes países, directores de institutos de investigación y organizaciones internacionales, ganadores del Premio Nobel y líderes empresariales. Como reconocimiento a su membresía en la Academia, los socios están autorizados a utilizar las siglas FWAAS después de su nombre.

## Conocimiento fiable

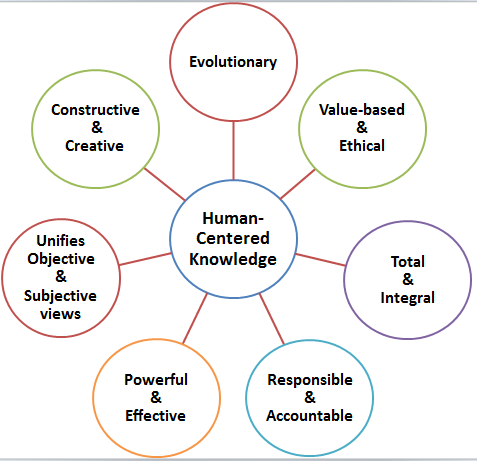

En su enfoque de los desafíos que enfrenta la humanidad en la actualidad, la Academia busca aplicar una concepción exhaustiva, integrada y antropocéntrica del Conocimiento Fiable que abarca siete dimensiones fundamentales. Este marco se basa en la premisa de que las acciones basadas en enfoques parciales y graduales son insuficientes para abordar los urgentes problemas que enfrenta la humanidad en la actualidad, y a menudo dan lugar a efectos secundarios inesperados que generan problemas nuevos y más complejos.

### Presidentes anteriores de la Academia Mundial
1. Lord John Boyd Orr
2. Hugo Boyko
3. Stuart Mudd
4. Marion Mushkat
5. Detlev Bronk
6. Harold Lasswell
7. Walter Isard
8. Ronald St. John Macdonald
9. Carl-Göran Hedén
10. Harlan Cleveland
11. Walter Truett Anderson
12. Ivo Slaus